# Exochus signifer
Exochus signifer là một loài tò vò trong họ Ichneumonidae.